# Сочинський дендрологічний парк

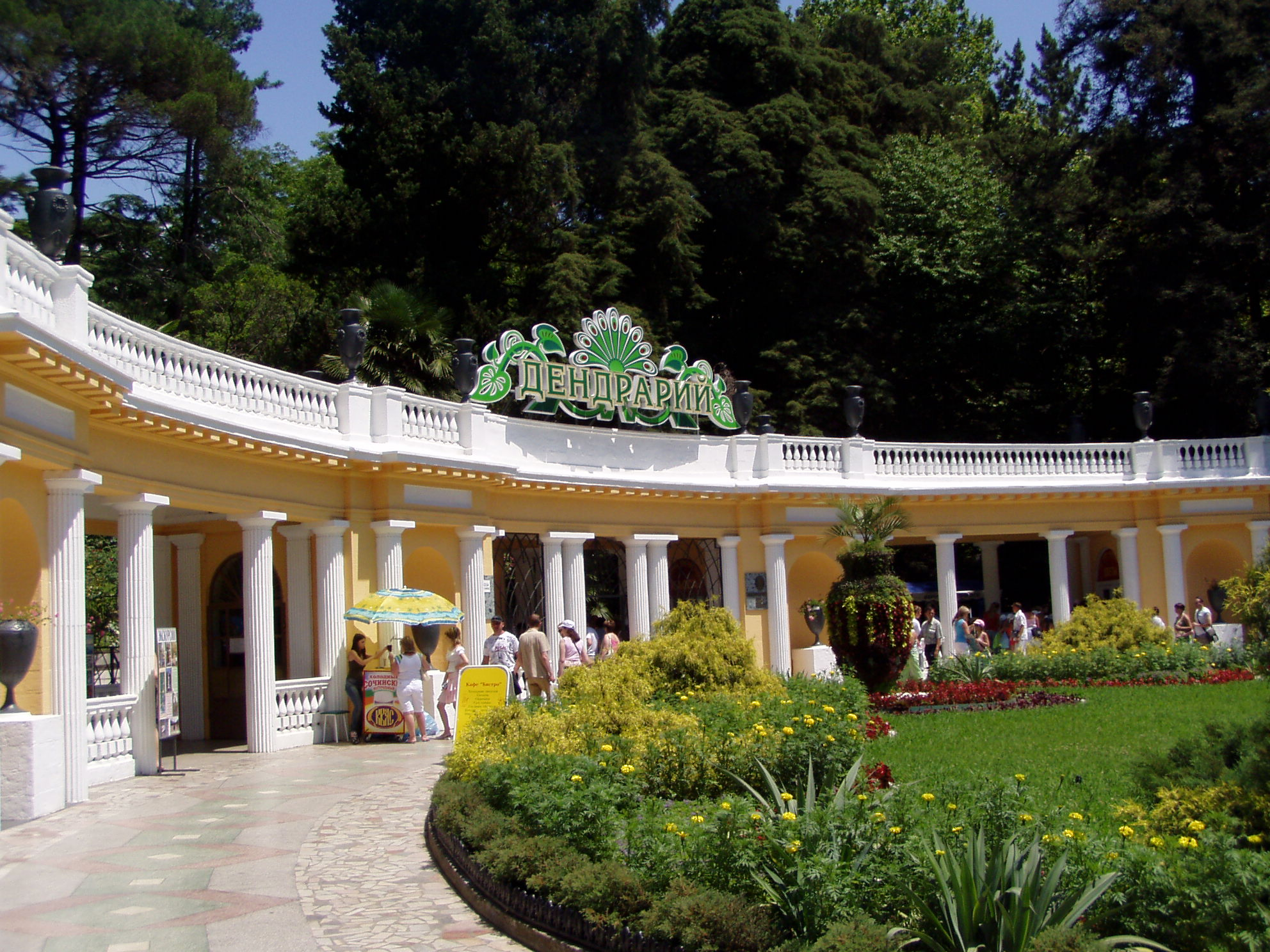
Дендрологічний парк. Головний вхід

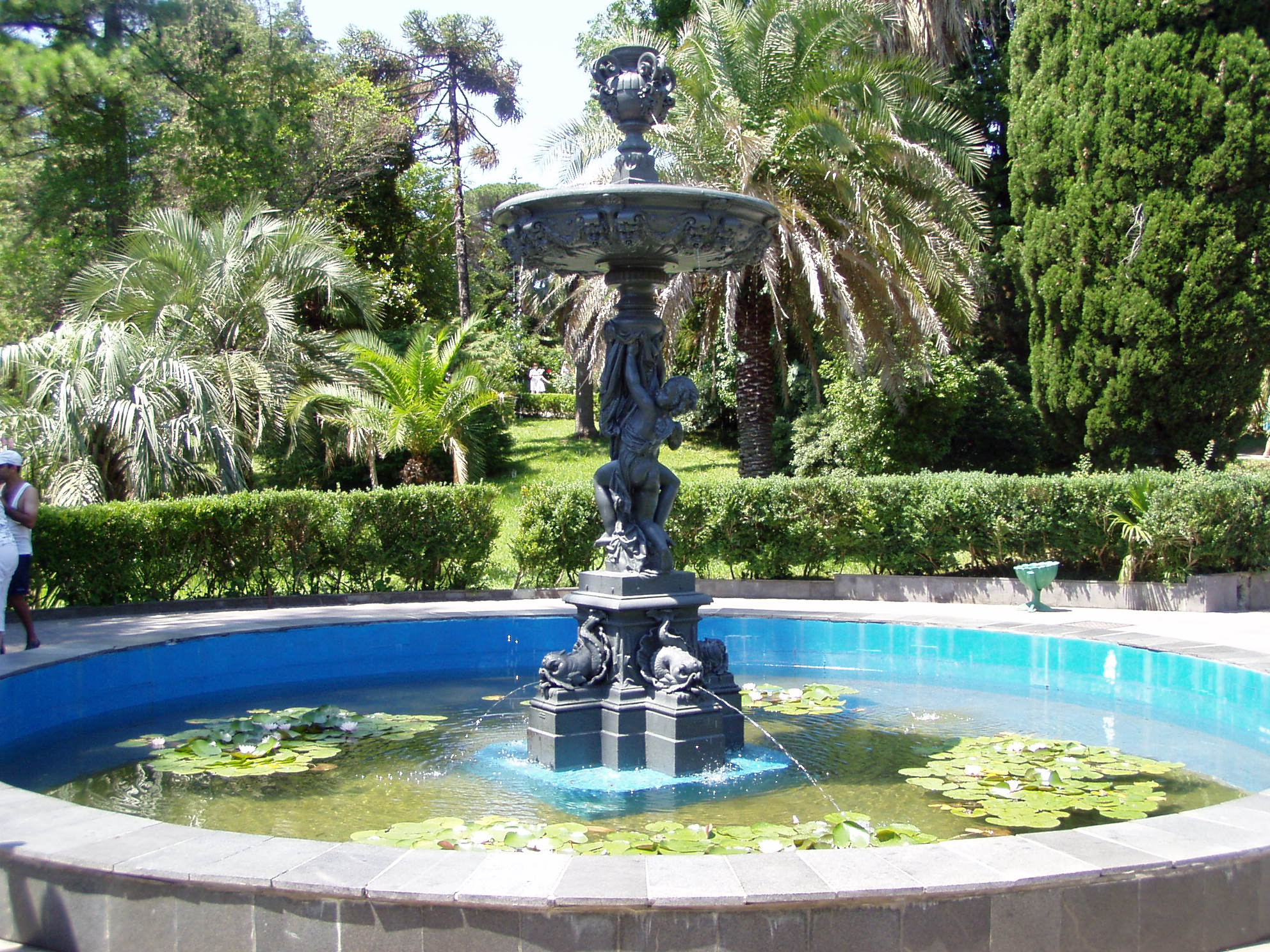
Дендрологічний парк. Центральний фонтан «Амури»

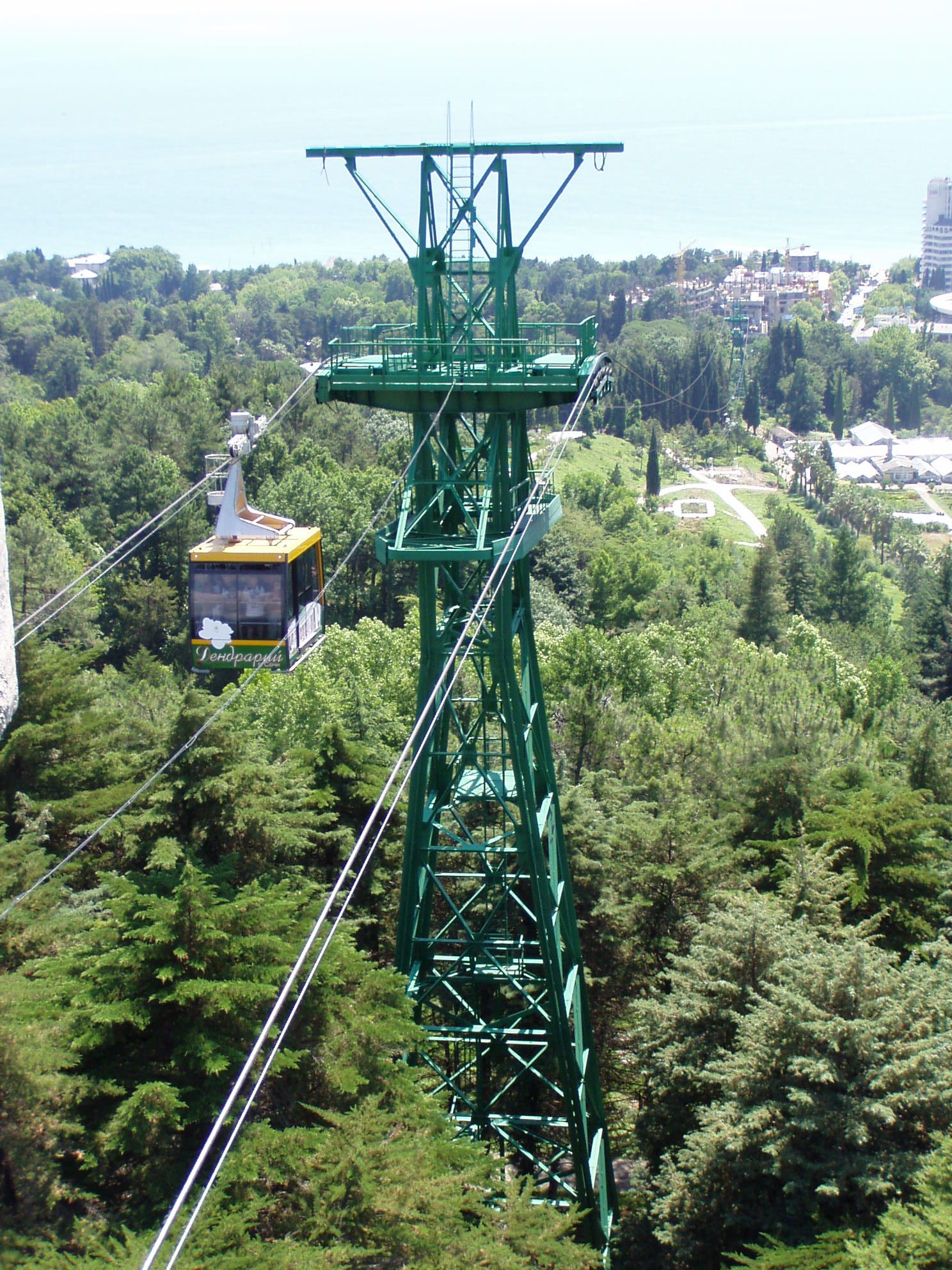
Дендрологічний парк. Канатна дорога

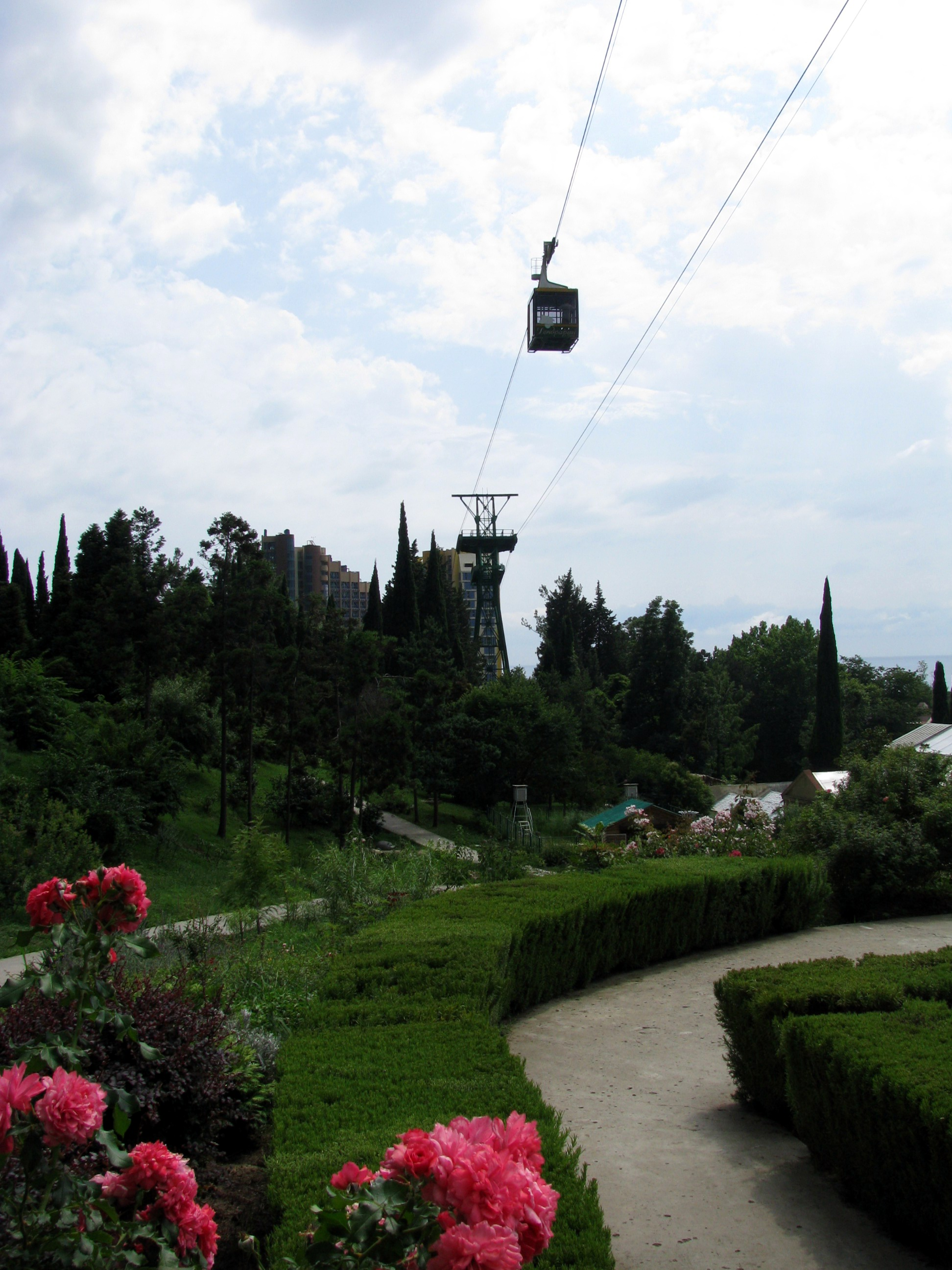
Дендрологічний парк. Канатна дорога

Сочинський дендрарій (Сочі) (рос. Со́чинский дендра́рий) — унікальне зібрання субтропічної флори і фауни, пам'ятка садово-паркового мистецтва в Хостинському районі міста Сочі, що у Краснодарському краї Росії.

## Історія
В 1889 році видавець «Петербурзької газети», колекціонер, драматург Степан Худеков придбав у Сочі 50 десятин землі на схилі Лисої гори. Там в 1899 році він збудував віллу «Надія». Назву вона отримала на честь дружини Надії Олексіївни. На 15 га закладений парк, а поруч — сливовий та персиковий сад. Рослини для парку закуповувалися в ботанічних садах Криму, Німеччини та Кавказу (частина з них, наприклад, була привезена з розплідника принца Ольденбурзького в Гаграха). Великий знавець екзотичних рослин Степан Худеков висадив у парку близько 400 видів дерев і чагарників. До 1892 року Худеков разом зі своїм другом садівником Карлом Лангау спланував парк . Зелена оаза будувалася за зразком франко-італійських терасових парків кінця XIX століття і постійно поповнювалася новими рослинами. В 1917 році в парку росло вже понад 550 видів рослин. Парк прикрасили скульптури та вази, які замовили у Франції, а вилили з чавуну майстри франко-італійської компанії А. Дюрен і П. Капелларо.
В 1922 році парк націоналізували. В 1944 дендрарій передали Сочинській науково-дослідній лісовій експериментальній станції (нині Науково-дослідний інститут гірського лісівництва та екології лісу). У червні 1977 з Курортного проспекту до найвищої точки парку була споруджена канатна дорога.
В 2012 у Верхньому парку відкрито макет плиткового дольмена.

## Сучасний стан
В даний час площа дендрарію становить 49 гектарів. Тут росте більше 1500 видів, форм і сортів деревних і чагарникових порід. Парк має велику колекцію сосен — 76 видів кількістю 1890 одиниць, найбільші в Росії колекції дубів — 80 видів та пальм — 24 види, кипарисів, безліч рідкісних субтропічних рослин.
Парк складається з двох частин: верхньої та нижньої. У нижній частині побудований акваріум, в якому представлені мешканці Чорного моря, також є ставок.
В дендрологічному парку створені окремі куточки, де компактно ростуть колекції рослин Кавказу, Японії, Китаю, Австралії, Середземномор'я, Північної та Південної Америки.
Парк — важлива експериментальна база інституту. Тут проходять випробування рідкісні лісові та декоративні екзоти, які складають зараз колекції ботанічних садів Прикарпаття, Середньої Азії, Румунії, Чехії і багатьох інших країн. У рік з дендрарію відправляється більше 1000 зразків насіння рідкісних рослин різним установам світу. З розплідників екзоти передаються і для озеленення міста Сочі.